# باول فراي
باول فراي هو مغني أوبرا كندي، ولد في 20 أبريل 1941.

## وصلات خارجية
- باول فراي على موقع ميوزك برينز (الإنجليزية)
- باول فراي على موقع أول ميوزيك (الإنجليزية)
- باول فراي على موقع ديسكوغز (الإنجليزية)